# Saurogobio xiangjiangensis
Saurogobio xiangjiangensis är en fiskart som beskrevs av Tang, 1980. Saurogobio xiangjiangensis ingår i släktet Saurogobio och familjen karpfiskar. Inga underarter finns listade i Catalogue of Life.